# Зозуля (страва)

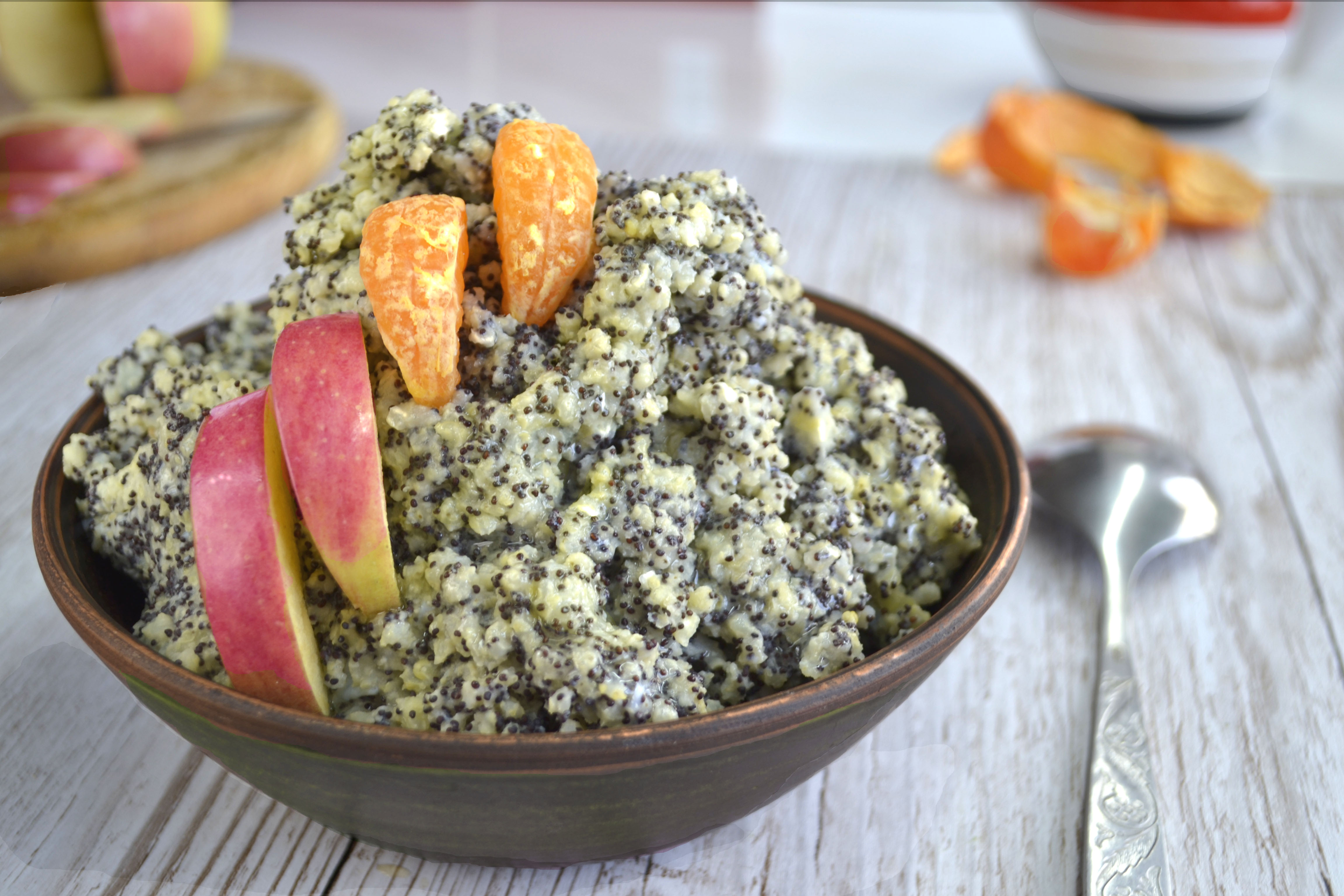
Каша зозуля

Зозуля — традиційна українська страва із пшона. У 2024 році традиції приготування та споживання каші «Зозулі» на Вінниччині внесено до Національного переліку нематеріальної культурної спадщини.
Автентичну кашу «Зозуля» готують лише в одному місці в Україні: у селі Дашківці Якушинецької громади Вінницької області.
Каша має таку назву через свій вигляд, адже вона готується із пшона та маку, та стає рябою як птах зозуля.

## Приготування
Пшоно з молоком томлять у печі, духовій шафі або варять на плиті до напівготовності. Потім у страву додаються збиті з цукром яйця, зціджений мак та вершкове масло, після чого каша у печі чи духовці доводиться до готовності.